# Grands Lacs (Afrique)
Pour les articles homonymes, voir Grands Lacs.
 (juillet 2012).
Si vous disposez d'ouvrages ou d'articles de référence ou si vous connaissez des sites web de qualité traitant du thème abordé ici, merci de compléter l'article en donnant les références utiles à sa vérifiabilité et en les liant à la section « Notes et références ».

Carte de l'Afrique des Grands Lacs

Les Grands Lacs sont un système de lacs localisés en Afrique de l'Est.
Certains pays qui bordent ces lacs, le Burundi, la République démocratique du Congo, l'Ouganda et le Rwanda forment l'Afrique des Grands Lacs.

## Géographie

### Généralités
Les Grands Lacs sont une succession de lacs, orientés dans le sens nord-sud, qui occupent la partie méridionale de la vallée du Grand Rift, formée par l'action du rift est-africain sur la plaque africaine. Les lacs sont situés dans la partie orientale du continent africain, grossièrement entre le 30e et le 35e méridien, au niveau de l'équateur, entre 5° nord et 15° sud.
Les principaux lacs sont le lac Victoria, second lac d'eau douce du monde en superficie, et le lac Tanganyika, deuxième plus grand lac en surface et en profondeur (son fond est situé à environ 700 m en dessous du niveau de la mer). L'ensemble des Grands Lacs n'est pas très bien défini : dans la vision la plus restreinte, seuls les lacs Victoria, Albert et Édouard font partie des Grands Lacs, car ce sont les seuls qui se jettent dans le Nil Blanc. Les lacs Rukwa et Moero, bien que proches du Tanganyika et plus grands que le lac Édouard, ne sont généralement pas inclus.
Si tous les lacs de la région sont inclus, les principaux lacs, par superficie, sont les suivants :
- le lac Victoria (68 100 km2, 82 m de profondeur maximale) ;
- le lac Tanganyika (32 900 km2, 1 433 m) ;
- le lac Malawi (30 900 km2, 706 m) ;
- le lac Turkana (6 405 km2, 109 m) ;
- le lac Rukwa (5 760 km2) ;
- le lac Albert (5 270 km2, 51 m) ;
- le lac Moero (5 120 km2, 27 m) ;
- le lac Kivu (2 700 km2, 485 m) ;
- le lac Édouard (2 150 km2, 117 m) ;
- le lac Kyoga (1 720 km2, 5,7 m).

### Hydrographie
La région des Grands Lacs recouvre plusieurs bassins hydrographiques distincts :
- le bassin du Nil : lacs Victoria, Albert et Édouard ;
- le bassin du Congo : lacs Tanganyika et Kivu ;
- le bassin du Zambèze : lac Malawi ;
- un bassin endoréique : lac Turkana.

### Biologie et géologie
La présence dans des lacs d'altitude d'espèces de poissons d'origine marine, comme les Cichlidés (issus des Labridés), pose la question d'éventuelles connexions passées des grands lacs avec l'océan. L'hypothèse pour expliquer cela est qu'à une période entre 15 et 35 millions d'années avant nous, la partie méridionale du rift a pu être, comme la mer Rouge actuellement, un bras de mer relié à l'océan Indien au niveau du Mozambique (actuelles vallées de la Shire et du Zambèze) ; de là, des Labridés s'étant adaptés à l'eau douce dans les estuaires ont pu, en remontant vers le nord, coloniser tous les milieux dulçaquicoles et se diversifier. Le rift est géologiquement en lien avec une importante activité tectonique qui a édifié de part et d'autre d'importants appareils volcaniques aux terres fertiles, dont l'altitude donne à la région un climat tempéré en dépit de sa localisation équatoriale.

## Région
La population de la région des Grands Lacs est estimée à environ 170 millions d'habitants. La fertilité des sols, l'eau disponible toute l'année et le climat facilitent beaucoup l'élevage, en particulier de bovins et de chèvres.
En raison de la densité de la population et la bonne productivité agricole de la région, la zone s'est tôt et fortement organisée en de nombreux petits États. À l'inverse des autres régions d'Afrique, les anciennes frontières ont été souvent maintenues par les puissances coloniales.
Très convoitée en tant que source du Nil, la région intéressa longtemps les Européens. Les premiers à arriver dans la région en nombre furent les missionnaires. Ils connurent un succès limité dans la conversion des autochtones. Le contact accru avec le reste du monde conduisit à une série d'épidémies catastrophiques concernant à la fois les êtres humains et le bétail. La population de la région décrut énormément, jusqu'à 60 % dans certaines zones. La région n'est revenue à son niveau démographique précolonial que lors des années 1950.
Considérée comme une région avec un grand potentiel après l'indépendance, ce territoire de volcans, d'eau et de forêts, riche en ressources, a cependant été marqué par des décennies de guerres civiles, violences intenses et un génocide, qui l'ont laissé dans un grave état de pauvreté dont seuls le Kenya et la Tanzanie sont exempts. La paix et le développement y font aujourd'hui leur chemin, même si des tensions persistent.
La région des Grands Lacs subit aussi les conséquences du changement climatique en cours, qui se traduit notamment par la montée du niveau de l'eau des lacs. L'élévation du niveau du lac Victoria en 2020 a ainsi entraîné le déplacement des populations locales, l'inondation des terres environnantes et une panne d'électricité régionale en Ouganda. En 2021, plus de 300 000 personnes ont été affectées par les inondations autour du lac Tanganyika, notamment en RDC et au Burundi.